# Rozbalovací seznam

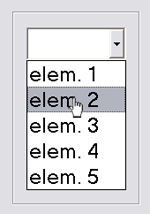
Vzhled widgetu rozbalovací seznam

Rozbalovací seznam (anglicky Drop-down list) je ovládací prvek grafického uživatelského rozhraní, který má „v klidu“ velikost jednoho řádku textu s okrajem. Kliknutím na něj levým tlačítkem myši nebo klávesou mezera se otevře seznam možností, ze kterého lze vybírat. Na rozdíl od kombinovaného pole neumožňuje zadávat vlastní hodnoty.
Pokud je seznam příliš dlouhý, je obvykle vybaven posuvníkem. Když se zobrazí seznam voleb, lze vybrat jednu z nich kliknutím levým tlačítkem myši nebo výběrem pomocí kurzorových kláves a klávesy mezera nebo klávesy ↵ Enter. Po provedení výběru se rozbalovací seznam znovu vrátí do „pohotovostního stavu“, ale s vybranou hodnotou zapsanou v poli. Volbu lze obvykle zrušit kliknutím někde mimo oblast widgetu nebo stisknutím klávesy Esc.

## Zdroje dat
Seznam musí pro uživatele být nejdříve naplněn daty, musí se pro něj vytvořit seznam hodnot, které má vybírat: Číselník. Jde typicky o uspořádané seznamy párů klíč-hodnota, zpravidla seřazené, které se do zobrazení přebírají zpravidla z databáze, pak jde o překlad primárních klíčů na člověku čitelné popisy.